# コナヌカザメ
コナヌカザメ Cephaloscyllium sarawakensis はトラザメ科に属するサメの一種。南シナ海周辺の西部太平洋海域および インド太平洋海域中央部に分布している小型のサメである。やや深い水深に生息している。

## 分類
日本の魚類学者、矢野和成とマレーシアの魚類学者、アフマド・アリらは、1998年7月2日にマレーシアのサラワク州沖で得られた、雄8個体、雌13個体の計21個体のうち、35.4センチメートルの成熟した雌個体をホロタイプ、雌1個体、雄3個体を パラタイプに指定し、SHARKS and RAYS OF MALAYSIA AND BRUNEI DARUSSALAMで新種として報告、Cephaloscyllium sarawakensisの名前で記載した。
ホロタイプおよびパラタイプ3個体はマレーシア国立科学館に、残る1つのパラタイプは東京の国立科学博物館に所蔵されている。
矢野和成らは記載文献にてコナヌカザメと同時にCephaloscyllium circulopullum、2006年に北海道大学名誉教授の仲谷一宏らは南シナ海からえられた標本を基にCephaloscyllium parvumを記載したが、いずれも後の研究により、コナヌカザメのジュニアシノニムであることが判明している。
コナヌカザメはかつて一部で分布の重なるナヌカザメと混同されていた。

## 名称
種小名および英名は主要な産地でホロタイプの産地でもあるマレーシアのサラワク州沿岸から得られたことに由来に由来する。和名についても記載文献で新和名として提唱された。
なお、北海道大学名誉教授の仲谷一宏は、2016年にサラワクナヌカザメという和名を本種に対し新称として提唱しているが、魚類の標準和名については、日本魚類学会が定める「魚類の標準和名の命名ガイドライン」に従う必要があり、新標準和名の提唱には標本の指定が推奨されること、論文や書籍といった然るべき場での発表であること、同種に複数の和名が提唱されている場合、差別用語を含む和名ではないといった命名の経緯に瑕疵がない状態であれば先取権が尊重されることなどが明記されている。
本種の和名はガイドラインを参照すると、標本の指定や先取権尊重の観点から、「コナヌカザメ」が最も適当であるため、本項目ではそれに従った。

## 形態
体はやや太く、頭部は大きく短い。吻部は中程度に扁平で短く、幅広で丸みを帯びている。眼窩の間は平らでやや凸状である。眼は小さく細い。
鼻孔は吻端よりも口に近い。前鼻弁は三角形で後縁に切れ込みがなく、明確な「葉」として伸びておらず、鼻弁は口まで達していない。後鼻弁はよく発達している。鼻腔間隙は狭く、その長さは鼻孔の幅より短い。
口は狭く低く、幅は歯を除いて、口前長の2倍未満である。口角に唇褶はない。口幅は頭長の42〜50%である。下顎は弓状に湾曲し、均一に丸みを帯びた結合部を持つ。歯は非常に小さく、両顎とも同形。両顎の歯数は比較的少なく、上顎は54〜68本、下顎は60〜63本。歯は3つ、稀に4つの尖頭を持ち、主尖頭が最も大きく最長で、両側に少数のより小さな尖頭がある。両顎の結合部付近の歯は対称的であるが、側歯は顎の側面に向かって非対称性が高まる。
皮歯は胸鰭上部の体側面にあるものでは厚く木の葉状で、1つの尖頭を持ち、各尖頭の基底から頂点に向かって3〜5本の強い隆起がある。稀に1つの尖頭で側尖が不明瞭な場合もある。
脊椎骨は単椎37〜42、尾前側複椎26〜33、尾前側椎63〜72。腸の螺旋弁回転数は7〜8。
胸鰭は中程度の大きさで、頂点と後端は中程度に丸みを帯びている。後縁は成体では線形、幼体では凸状。
第一背鰭の始点は体のほぼ中央に位置し、始点は腹鰭基底の前方 1/3 より上に位置する。吻端から第一背鰭起部までの長さは全長の44〜48%。基底長は腹鰭と臀鰭の間の距離とほぼ等しい。頂点と後端は丸みを帯びている。後縁は成体では線形またはわずかに凹状、幼体では十分に凸状。
第二背鰭は第一背鰭よりかなり小さく、始点は臀鰭基底の前方 1/3 より上に位置する。基底は臀鰭基底より短い。頂点は広く丸みを帯びており、後端はわずかに尖っている。腹鰭後端挿入部は第一背鰭基底の後方1/3より下に位置する。頂点は広く丸みを帯びている。
臀鰭は第二背鰭より大きく、始点は背鰭間の後方1/3より後ろに位置する。後端挿入部は第二背鰭後端挿入部と対在する。基底の長さは臀部から下側の尾鰭間隙より長い。先端は広く円形で、後端は尖っている。後縁は成体では線形またはわずかに凹状、幼体ではよく円形である。
尾鰭は幅広く、比較的大きい。上葉には明瞭な欠刻を持つ。下葉は発達する。尾鰭上葉と下葉の先端は生体では線形か僅かに凸状、幼体では円形。
色彩は成長段階に頼変化し、全長17センチメートル未満の個体の場合、体色は背面が茶色がかっており、腹側は淡い色からわずかに灰色がかっている。頭部の腹側は通常均一で、縁はわずかに暗く、いくつかの斑点があり、ときには頭部、体、および鰭の腹側で濃い斑点がある。体に 7 つの暗褐色で幅の広い鞍型斑がある。第1鞍型斑は目のすぐ後ろ、第2鞍型斑は胸鰭基底の後ろ 1/3 の上と内縁、第3鞍型斑は第一背鰭の少し前、第4鞍型斑は第一背鰭に、第5鞍型斑は第二背鰭に、第6鞍型斑は尾柄のすぐ後ろの尾鰭に、第7鞍型斑は尾鰭の後半部にそれぞれある。各鞍には白線で囲まれた黒っぽい部分がある。第1および第2鞍型斑には、細い白線で囲まれた黒っぽい横帯がある。第3鞍型斑には黒っぽい円形の斑点がある。第4鞍型斑と第5鞍型斑には、鰭の両側に一対の黒い円形の斑点がある。胸鰭と腹鰭の間には、暗色で大きな側斑がある。鰓孔上部には、明瞭な黒っぽい円形の斑点がある。頭部、体部、胸鰭と腹鰭の背側には、水玉模様の小さな暗色円形の斑点が多数ある。
全長が17センチメートル〜30センチメートルの個体では、体色の模様は成長とともに不明瞭になる。水玉模様と第3鞍部と第7鞍型斑部の斑点は成長とともに薄くなる。胸鰭と腹鰭の間には、半円形から縦長の楕円形の暗色側面斑が見られ、鰓孔上部にも暗色斑が見られる。斑点や縞模様を囲む白線は、成長とともに薄くなる。
全長30センチメートルを超える個体では、水玉模様は完全に消失。体側には5つの幅広鞍型斑点のみあり、第一背鰭前にある第1および第2鞍型斑、第3鞍型斑は不明瞭、背鰭および尾鰭にある第4から第6鞍型斑、第7鞍型斑は薄く小さい。胸鰭と腹鰭の間には、半円形から縦長楕円形の大きな暗色側斑点が1つある。鰓孔上にはより小さな暗色斑点がある。斑点および横縞を囲む白線は完全に消失する。
成熟時の大きさは、少なくとも、雄で全長32センチメートル、雌で全長35センチメートル。最大体長は、雄で少なくとも39.7センチメートル、雌で少なくとも44.1センチメートルに達する。

## 分布
台湾西部の西部太平洋域、フィリピン沿岸を除く、中華人民共和国南岸からインドネシアまでの南シナ海沿岸およびタイランド湾の中央インド太平洋に分布。85メートルから200メートルまでのやや深い水深から得られている。

## 生態

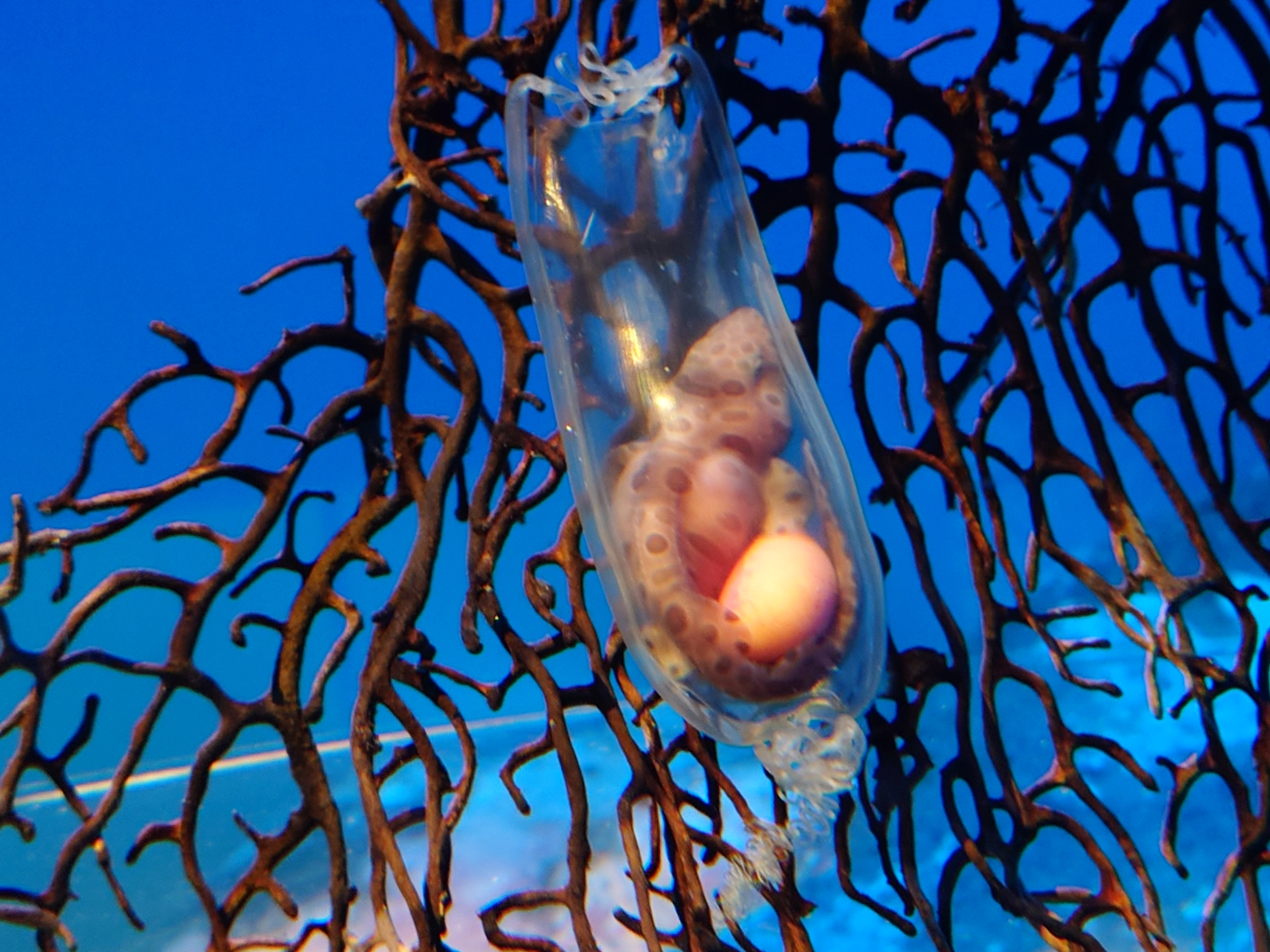
コナヌカザメの卵殻。透明で胎児が透けて見える。

10センチメートル程度で出生し、雄は32センチメートル以上、雌は35センチメートル以上で成熟すると考えられている。寿命は15年程度と見積もられている。
胃は海水を飲み込み膨張させることが可能で、危険が迫った際に腹部を大きく膨らませる。
卵殻は10×3センチメートル程度の大きさで、胎児が卵殻越しに観察できるほど透明。他の卵生種のサメのように、卵殻が胎児を隠すという効果は一切ない。
胎児は特徴的な水玉模様を呈しており、この模様が周囲の環境に保護色として機能しているため、卵殻も景色に溶け込むために透明にする必要があったのではないかと考えられている。
繁殖方法についても非常に特異で、他の多くの卵生種とは異なり、各子宮に1つずつ、計2つの卵殻を母体内で数か月程度保持し、胎児をある程度成長させてから卵殻を産出する、保持型単卵生と呼ばれる繁殖様式をとる。
子宮内の卵殻中で成長する胎児への酸素供給方法が分かっていないなど未解明な部分も多い。
この生殖様式は、インド洋中部に生息する同属種Cephaloscyllium silasiがその可能性を示唆されているものの、2025年4月時点では本種にのみに見られる特徴である。

## 人との関わり
IUCNは本種の保全評価をCR、「絶滅危惧ⅠA類」に指定している。
南シナ海周辺海域は極めて高い漁獲圧がかかっており、資源評価において過剰に漁獲されている状況が続いている。南シナ海沿岸国のサメ・エイ類の水揚げの減少数を世代交代のスケールに当てはめていくと、過去45年間で台湾では90%、中華人民共和国では54%、ベトナムでは96%、カンボジアでは98%、マレー半島では66%、サラワク州では84%、サバ州では73%も個体数が減少していると試算されたことなどから、本種の個体数増減を示す直接的なデータは存在しないながらも「絶滅危惧ⅠA類」と評価された要因になっている。
飼育には慣れるようで、2025年4月1日より 日本のアクアワールド茨城県大洗水族館にて透明な卵殻と共に生体の飼育展示がなされた。日本国内では初の展示であるとのこと。